# Mainau
Mainau je otok u sjeveroistočnom dijelu Bodenskog jezera u Njemačkoj saveznoj pokrajini Baden-Württembergu. Kopnom je povezan mostom na južnoj obali jezera.  Najbliža veća mjesta su: Konstanz, Meersburg i Überlingen. 
Otok je u vlasništvu plemićke obitelji Bernadotte koja je švedskog podrijetla. Zahvaljujući blagim klimatskim uvjetima u parku otoka rastu palme i drugo mediteranskog raslinje. Stoga je Mainau poznat kao otok cvijeća. Otok je značajno izletničko i turističko odredište. 
Na otoku se nalaze razni vrtovi i kuća leptira u kojoj žive tropski, uglavnom južnoamerički leptiri koji slobodno lete među posjetiteljima.

## Vanjske poveznice
- Webstranica otoka  Arhivirana inačica izvorne stranice od 26. kolovoza 2015. (Wayback Machine)